# ヘンリー・ハワード (第4代エフィンガム伯爵)

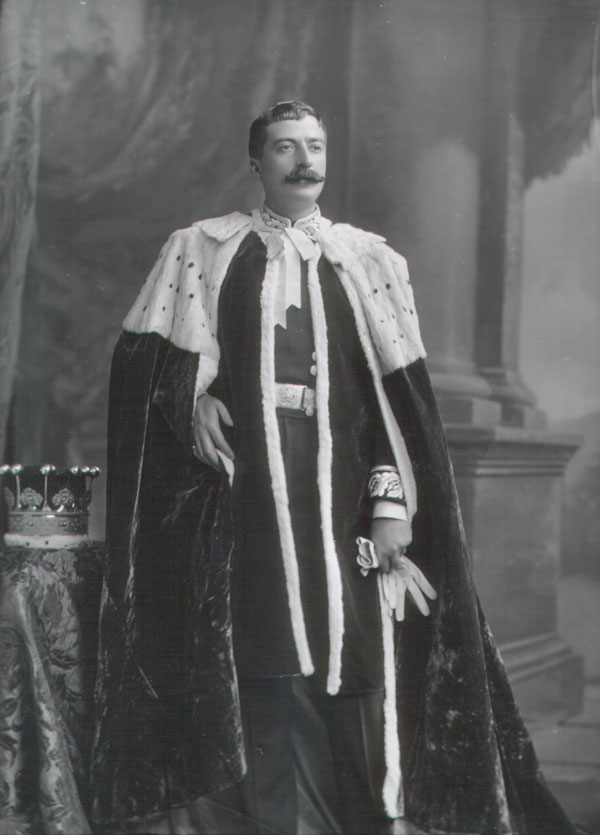
第4代エフィンガム伯爵、1902年8月11日撮影。

第4代エフィンガム伯爵ヘンリー・アレクサンダー・ゴードン・ハワード（英語: Henry Alexander Gordon Howard, 4th Earl of Effingham、1866年8月15日 – 1927年5月6日）は、イギリスの貴族。1889年から1898年までハワード卿の儀礼称号を使用した。

## 生涯
第3代エフィンガム伯爵ヘンリー・ハワードと妻ヴィクトリア・フランチェスカ（Victoria Francesca、旧姓ボイヤー（Boyer）、1899年6月20日没、A・ボイヤーの長女）の息子として、1866年8月15日に生まれた。
1898年5月4日に父が死去すると、エフィンガム伯爵位を継承した。政治では自由統一党に属した。
1927年5月6日に生涯未婚のまま死去、叔父フレデリック・チャールズ（1840年6月21日 – 1893年10月26日）の息子ゴードン・フレデリック・ヘンリー・チャールズが爵位を継承した。